# Абдан (река)
Абдан (устар. Абзал) — река в Казахстане, протекает по Мартукскому району Актюбинской области. Длина реки — 15 км.
Начинается в холмистой местности из родника дебитом 200 л/ч на высоте около 307 метров над уровнем моря. Течёт в восточном направлении по открытой местности. В низовьях пересекается дорогой Р-84 на участке Кызылжар — Борте. Устье реки находится в 46 км по левому берегу реки Киялы-Буртя.
Основной приток — Старый Абдан — впадает слева.